# هايليغنهاوس
هايليغن هاوس (بالألمانية: Heiligenhaus) هي بلدة ألمانية تقع في ألمانيا في متمان.  يقدر عدد سكانها بـ 26,847 نسمة .

## المدن التوأمة
مدن تسفونيتس، مو، Basildon و Mansfield هي مدن توأمة لـهايليغن هاوس.